# Kleine Marxerbrücke

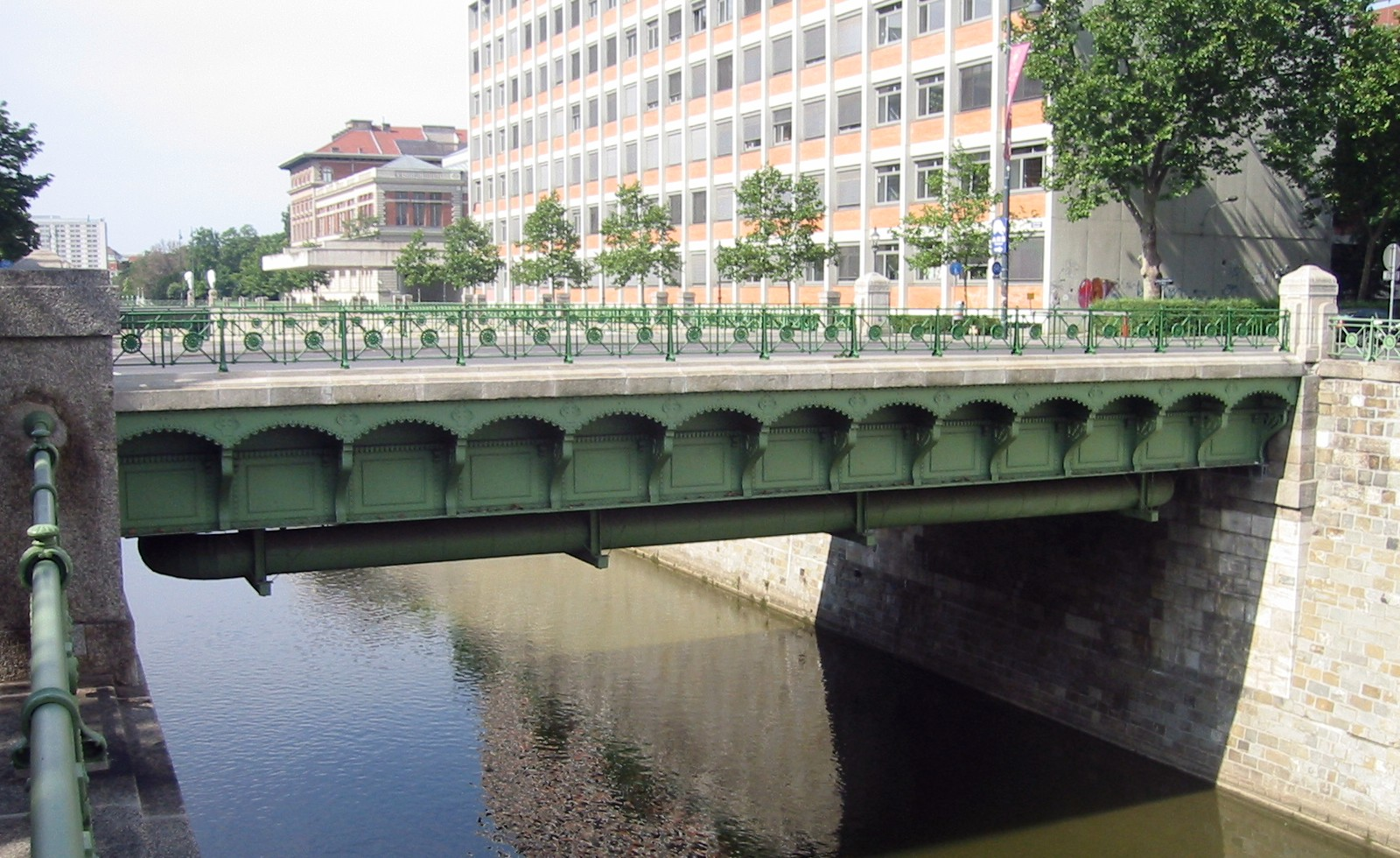
Die Kleine Marxerbrücke über den Wienfluss; Blick flussaufwärts, der 1. Bezirk rechts, der 3. links

Die Kleine Marxerbrücke ist eine Brücke über den Wienfluss und verbindet die beiden Wiener Gemeindebezirke Innere Stadt und Landstraße.

## Geschichte
Als Ende des 19. Jahrhunderts der Wienfluss im Wiener Raum reguliert wurde, entstanden im Zuge dessen zahlreiche neue Brücken. Die Architekten Friedrich Ohmann und Josef Hackhofer, die später auch die Wienflussverbauung im Stadtpark gestalteten, entwarfen die Brückenneubauten zwischen dem Stadtpark und der Einmündung des Wienflusses in den Donaukanal. In diesem Abschnitt wurden von 1899 bis 1900 die Stubenbrücke (beim Stadtpark), die Kleine Marxerbrücke, der Zollamtssteg (darunter schräg eine Stadtbahn-, heute U-Bahn-Brücke) und die Radetzkybrücke errichtet.
Seither wurde die Brücke mehrmals renoviert, beispielsweise nach dem Zweiten Weltkrieg und von 1978 bis 1980. Die letzten Instandsetzungsarbeiten wurden 2004 durchgeführt, dabei wurden unter anderem aus Gründen des Denkmalschutzes die unterhalb der Brücke verlaufenden Halterungen für Fernwärmeleitungen durch eine unauffälligere Konstruktion ersetzt.
Die Brücke ist nach der im 3. Bezirk an die Brücke anschließenden Marxergasse benannt, die sie mit dem zum Stubenring führenden Oskar-Kokoschka-Platz (1914–1980 Kopalplatz) im 1. Bezirk verbindet. Ihre lichte Weite beträgt 26,5 Meter bei einer Breite von 24 Meter.